# Jorge Moreau
Jorge Moreau, né le 1er février 1908 à Buenos Aires et mort le 8 décembre 1959, est un nageur et poloïste argentin.
Jorge Moreau remporta de nombreux titres nationaux en natation. En 1923, il établit le record argentin du 800 mètres nage libre en 13 min 13 s 8. Aux Jeux olympiques de 1924 à Paris, il nage le relais 4 × 200 mètres qui termine quatrième de sa série en 11 min 25 s et n'est pas qualifié pour les demi-finales. En 1926, il s'empare du record sud-américain du 1 500 mètres nage libre en 22 min 35 s. Il fit partie de l'équipe argentine au tournoi de water-polo aux Jeux olympiques d'été de 1928 à Amsterdam, battue au premier tour 14-0 par l'équipe hongroise.